# Microsporum
Microsporum é um gênero de fungos que causam tinea capitis e tinea corpus, além de outras dermatofitoses (micoses de pele). Microsporum forma tanto macroconídios (estruturas de reprodução sexuada grandes) quanto microconidíos (estruturas de reprodução assexuadas menores) em conidióforos curtos . Os macroconídios são hialinos, multiseptados, em geral fusiformes com tamanho de 7–20 por 30–160 micrômetros de tamanho. Seu formato, tamanho e características da parede são relevantes para a identificação de espécies. Os microconídios, por sua vez, são hialinos, unicelulares, de formato piriformea clavado, com paredes lisas e tamanho de 2.5–3.5 por 4–7 micrômetros, não sendo usados para identificação das espécies.

## Espécies
- Microsporum amazonicum
- Microsporum audouinii
- Microsporum boullardii
- Microsporum canis
- Microsporum canis var. distortum
- Microsporum cookei
- Microsporum distortum
- Microsporum duboisii
- Microsporum equinum
- Microsporum ferrugineum
- Microsporum fulvum
- Microsporum gallinae
- Microsporum gypseum
- Microsporum langeronii
- Microsporum nanum
- Microsporum persicolor
- Microsporum praecox
- Microsporum ripariae
- Microsporum rivalieri